# Crouzons syndrom
Crouzons syndrom er kendetegnet ved for tidlig sammenvoksning af kraniet samt ansigts- og kraniemisdannelser. Mellemansigtet er mangelfuldt udviklet og øjnene ofte fremstående og udadskelende. Nedsat syn og let til moderat høretab er almindeligt.
Tandstillingen er ofte uregelmæssig, og der kan forekomme vejrtrækningsproblemer. Hertil kommer sammenvoksning af de øverste nakkehvirvler og stivhed i forskellige led.
Der kan være psykosociale problemer på grund af det anderledes udseende. Udviklingshæmning kan forekomme i sjældne tilfælde. Der er stor forskel på omfanget af misdannelserne, som i vid udstrækning kan behandles.
Crouzons syndrom har fået navn efter den franske neurolog Octave Crouzon, der beskrev det i 1912.

## Forekomst
Det skønnes, at ca. 1 barn ud af 25.000 fødes med Crouzons syndrom. Det svarer til, at der i gennemsnit fødes 2-3 børn om året i Danmark. Sandsynligvis lever der ca. 150-200 mennesker i landet med syndromet. Der er lige mange drenge og piger.